# MAG (Computerspiel)
MAG ist ein Ego-Shooter nur für Online-Multiplayer von Zipper Interactive für die PlayStation 3. Es wurde am 26. Januar 2010 in den USA, am 29. Januar in Europa und am 11. Februar 2010 in Australien und Neuseeland veröffentlicht. Sony teilte am 17. Juli 2013 mit, den Serverbetrieb zum 28. Januar 2014 einzustellen. Als reines Online-Multiplayer-Spiel ist MAG ab diesem Zeitpunkt nicht mehr spielbar.

## Spielweise
Das Spiel zeichnet sich vor allem durch die Menge der Spieler aus, die gleichzeitig in einem Spiel online sein können. So ist es möglich, dass sich 256 Spieler aus zwei Fraktionen gleichzeitig auf einem Server aufhalten können. Durch die Menge der Spieler gewinnt die Organisation der Fraktionen, gegenüber einen üblichen Ego-Shooter, an Bedeutung. Die Fraktionen sind folgendermaßen organisiert:
- Squadleader befehligt einen achtköpfigen Trupp
- Platoonleader befehligt vier Squads
- Kompanieleader befehligt vier Platoons

### Fraktionen
Bei der Erstellung eines Accounts muss sich der Spieler für eine der drei Fraktionen entscheiden:
- S.V.E.R (Seryi Volk Executive Response) mit dem Sitz in Tschetschenien
- Valor mit dem Sitz in Alaska
- Raven mit dem Sitz in Österreich